# Rondo Daszyńskiego metróállomás
A Rondo Daszyńskiego egy metróállomás Varsóban a varsói M2-es metró vonalán.

## Szomszédos állomás
A metróállomáshoz az alábbi állomás van a legközelebb:
- Rondo ONZ (Bródno metro station, M2-es metróvonal)
- Płocka (Bemowo metro station, M2-es metróvonal)

## Képgaléria

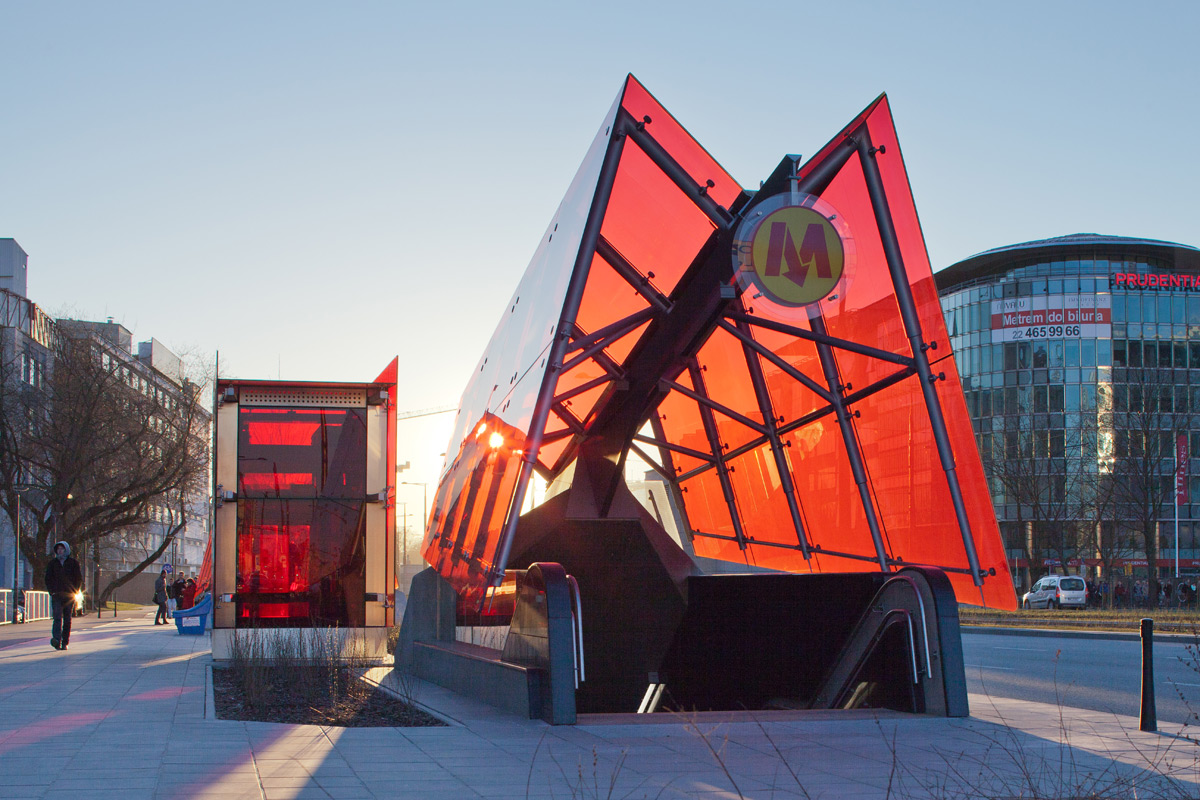
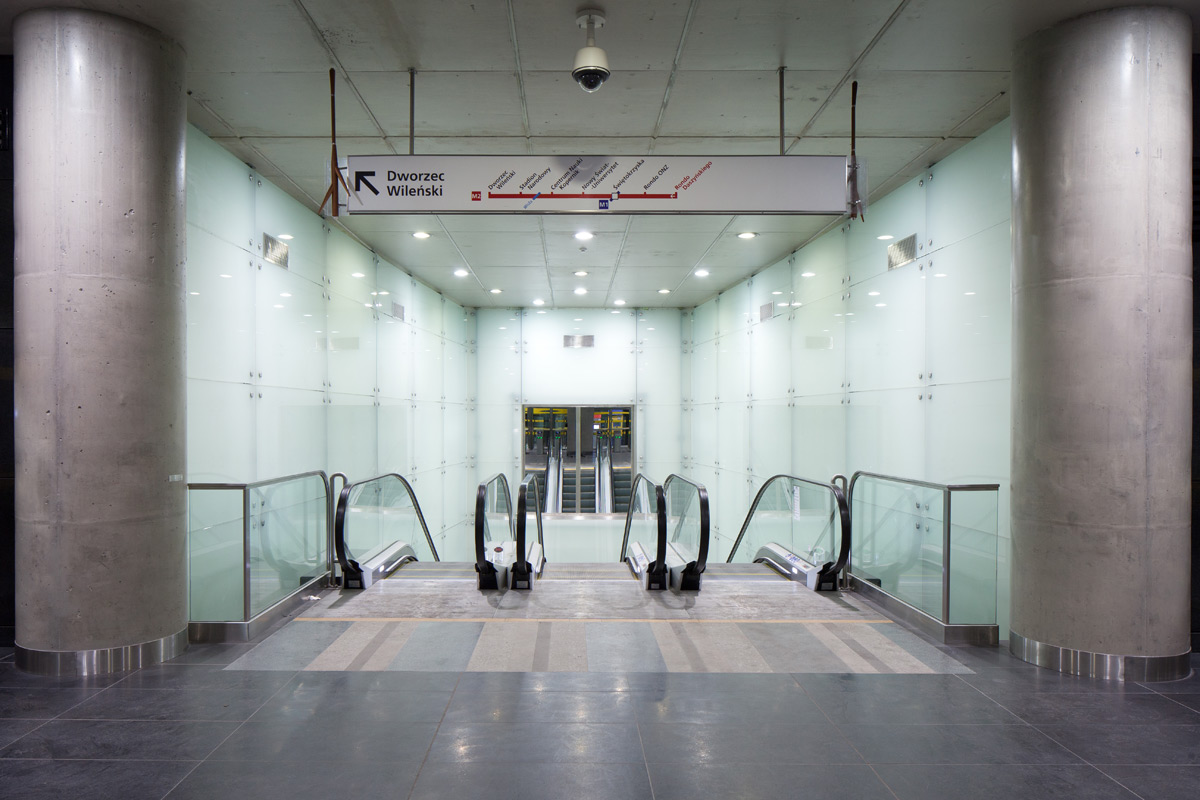
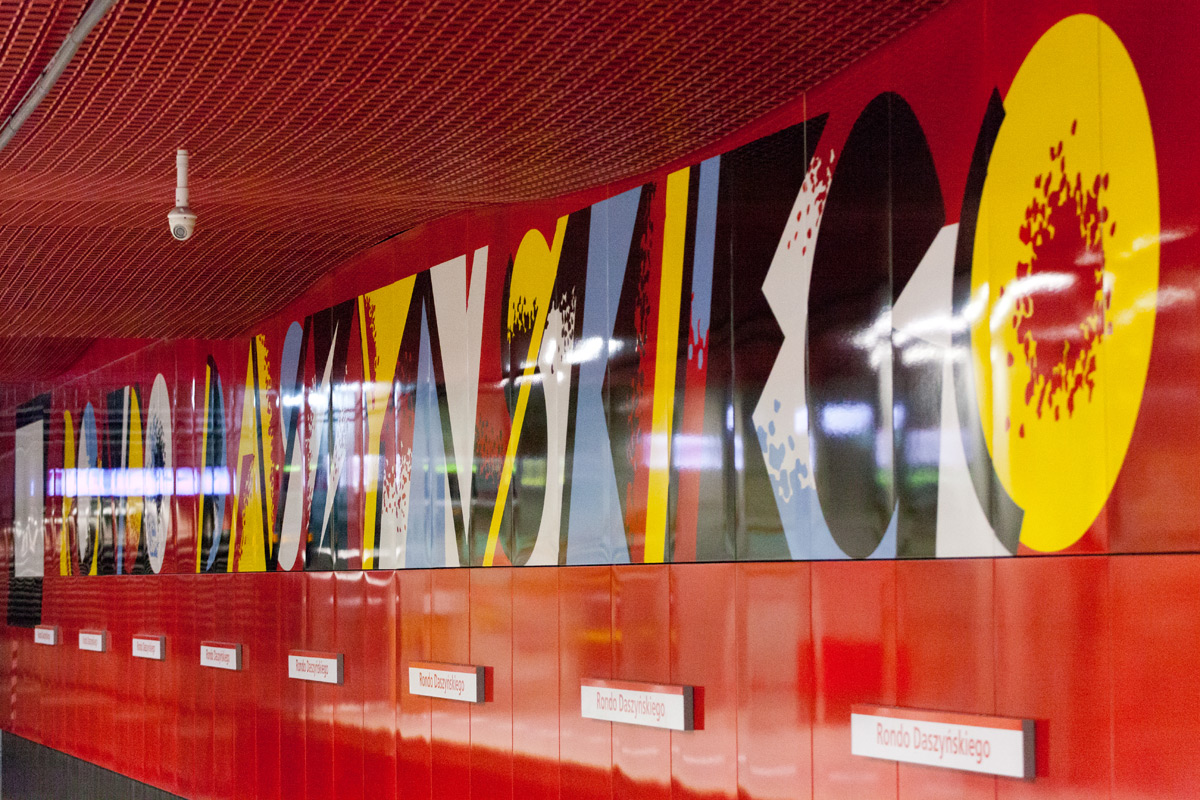

## Átszállási kapcsolatok
| M2 (Rondo Daszyńskiego ↔ Dworzec Wileński) |                                      |                         |
| Állomás                                    | Átszállási kapcsolatok               | Fontosabb létesítmények |
| Rondo Daszyńskiego                         | 105, 109, 155, 178 1, 10, 11, 22, 24 | Warsaw Trade Tower      |